# Libre consortium municipal d'Agrigente
Le libre consortium municipal d'Agrigente (en italien : Libero consorzio comunale di Agrigento) est une collectivité territoriale italienne de Sicile dont la capitale est Agrigente. Il remplace en 2015 l'ancienne province du même nom.

## Géographie

### Situation
Il s'étend sur 3 042 km2, représentant 11,8 % du territoire sicilien, le long de la côte sud-ouest de l'île, au bord de la Méditerranée, d'est en ouest de la ville de Licata aux plages de Menfi, près des ruines grecques de Sélinonte. Du nord au sud, il va des Monts Sicanes au canal de Sicile. Une bande de terre, correspondant à l'archipel des îles Pélages (Lampedusa, Linosa et Lampione), appartient géologiquement au continent africain.
Il est limité à l'ouest par le libre consortium municipal de Trapani, au nord par la ville métropolitaine de Palerme et à l'est par le Libre consortium municipal de Caltanissetta. 
Il se divise nettement entre la côte basse et sablonneuse et le collines arrondies et arides, où l'on extrayait autrefois le soufre. Au nord, on rencontre les monts Sicanes, L'ancienne province est prise entre la rivière Belice à l'ouest et la rivière Imera méridionale à l'est. Le littoral s'étend au sud. Les plaines se trouvent essentiellement sur le territoire de Licata, décrit par Virgile comme les plaines de Gela dans l'Énéide.
Entre Sambuca di Sicilia et Caltabellotta se trouve San Biagio, hameau (frazione) de Bisacquino, qui constitue une enclave de la ville métropolitaine de Palerme.

### Îles

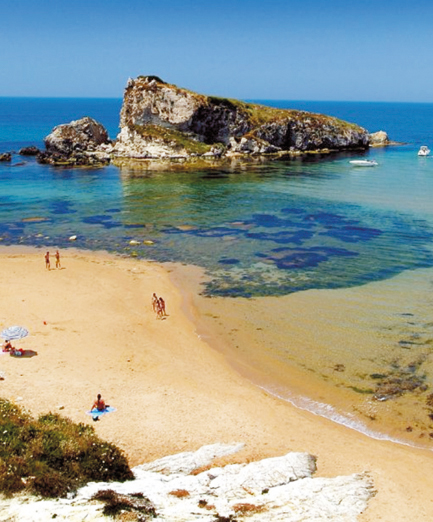
La Rocca San Nicola, près de la côte.

La province d'Agrigente comportes quelques îles mineures.
L'archipel des îles Pélages appartient à la province d'Agrigente, même s'il est lié géographiquement à l'Afrique, que ce soit pour son climat ou pour la proximité du continent africain. Cet archipel comporte l'île de Lampedusa, l'île de Linosa et la petite île inhabitée de Lampione, regroupées dans la commune de Lampedusa e Linosa.
Les autres îles de la province sont de petites dimensions : la roche San Nicola (it), appartenant à la commune de Licata, l'écueil de Pietra Patella (it) à Palma di Montechiaro, et les écueils Guicciarda, appartenant à la commune de Realmonte.

### Montagnes

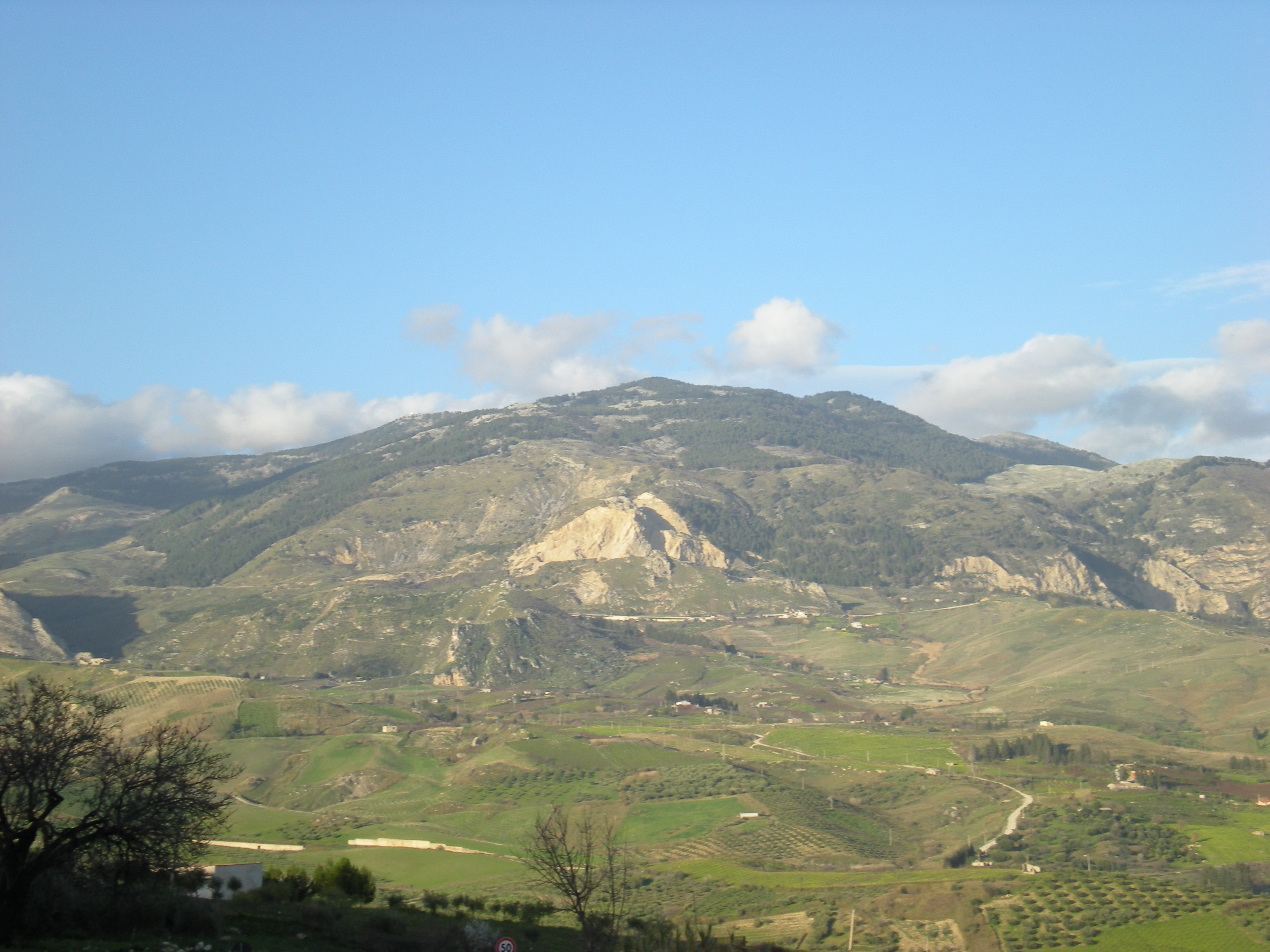
Le près de Bivona.

La province d'Agrigente est essentiellement formée de collines.
Toutefois, à l'ouest, les monts Sicanes comportent des cimes à plus de 1 000 m d'altitude. Le monte delle Rose (it), à la frontière avec la province de Palerme, atteint 1 436 m au-dessus du niveau de la mer. Il s'étend sur les communes de Bivona dans la province d'Agrigente et de Palazzo Adriano dans la province de Palerme. Le monte Cammarata, avec ses 1 578 m, est la cime la plus élevée de la province.

### Lacs
La province comprend trois lacs artificiels : le lac de Magazzolo, près de Bivona, le lac Arancio, près de Sambuca di Sicilia, au pied des monts Arancio (403 m) et Cirami (516 m) et le barrage San Giovanni sur le Naro, près de la ville Naro éponyme.
Malgré la présence de ces bassins, la province est pauvre en ressources hydriques et manque souvent d'eau potable. En effet, les cours d'eau qui la traversent suivent un régime semi-torrentiel et s'assèchent complètement pendant l'été.

### Rivières
La province est traversée par plusieurs fleuves, orientés du nord au sud.
Le Belice traverse le nord de la province, à la frontière avec la province de Trapani. Le débit moyen annuel (environ 4,5 m3/s) est très modeste par rapport à la taille de son bassin.
Le Platani est un des principaux fleuves de la Sicile. Il traverse différents centres habités de la province comme San Biagio Platani pour se jeter dans la mer après un voyage tortueux. C'est un torrent qui a un débit fort en automne et faible en été, avec un débit moyen annuel de 7,5 m3/s.
L'Imera méridionale, également appelé Salso, a un débit faible, à peine 5,1 m3/s, malgré le bassin alluvial important. L'Imera méridionale parcourt les collines entre les provinces d'Enna et d'Agrigente et se jette dans la mer à Licata. Il s'agit de la rivière la plus longue de Sicile et a représenté autrefois la limite entre Sicile orientale et Sicile occidentale, depuis l'époque des Sicanes et des Sicules jusqu'aux Romains, et a ensuite séparé le val di Noto du val di Mazara.

### Climat
À l'intérieur des terres, au nord, le climat est différent du reste de la province, il est plus proche de celui de la Sicile centrale.
La province d'Agrigente est une des provinces les plus chaudes de la Sicile, même si elle est moins exposées aux températures extrêmes qui règnent dans d'autres parties de l'île au plus fort de l'été. Le long de la façade maritime et dans les plaines littorales, en hiver la température descend difficilement sous 7 °C ou 8 °C, tandis qu'en été les températures moyennes restent plutôt élevées (moyennes quotidiennes autour de 26 °C ou 27 °C en juillet et août).
Même pendant les plus fortes vagues de chaleur, le climat de la province se distingue par l'humidité élevée, par un temps étouffant, mais pas par des pics de température élevés. Les brouillards et les brumes sont fréquents comme sur dans tout le versant sud-ouest de l'île.
Voici les moyennes relevées à la station météo d'Agrigente :
| Mois                              | jan. | fév. | mars | avril | mai  | juin | jui. | août | sep. | oct. | nov. | déc. |
| --------------------------------- | ---- | ---- | ---- | ----- | ---- | ---- | ---- | ---- | ---- | ---- | ---- | ---- |
| Température minimale moyenne (°C) | 8    | 8    | 9,1  | 11,2  | 14,8 | 19,2 | 21,8 | 22,1 | 19,8 | 16,1 | 12,6 | 9,7  |
| Température maximale moyenne (°C) | 14   | 14,5 | 16,4 | 18,9  | 23,6 | 28,2 | 30,9 | 30,9 | 27,5 | 23,5 | 19,3 | 15,8 |

## Histoire

### La Préhistoire

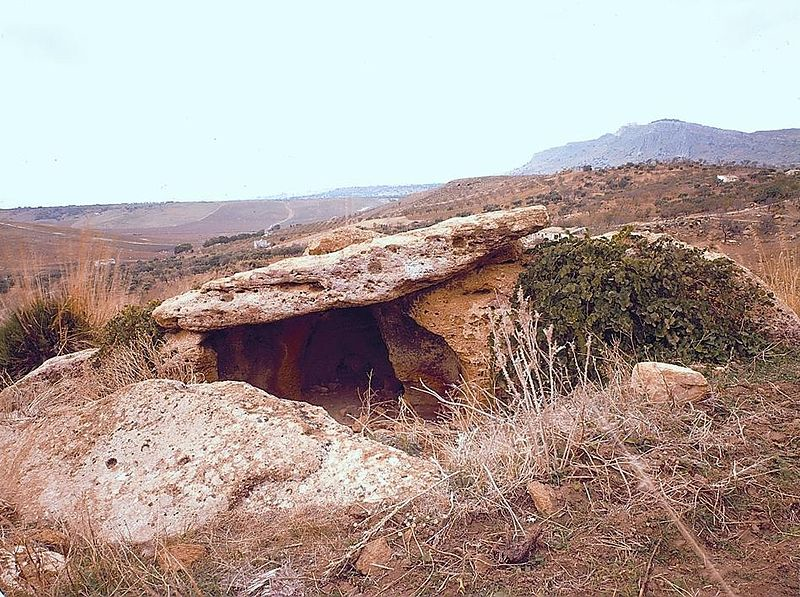
Le dolmen de Sciacca.

La province a été habitée dès la Préhistoire, comme en témoignent les objets de l'âge du cuivre et du bronze identifiés près des villes actuelles. Un des peuples les plus anciens sur le territoire de la province connus par son nom est celui des Sicanes.

### La période grecque

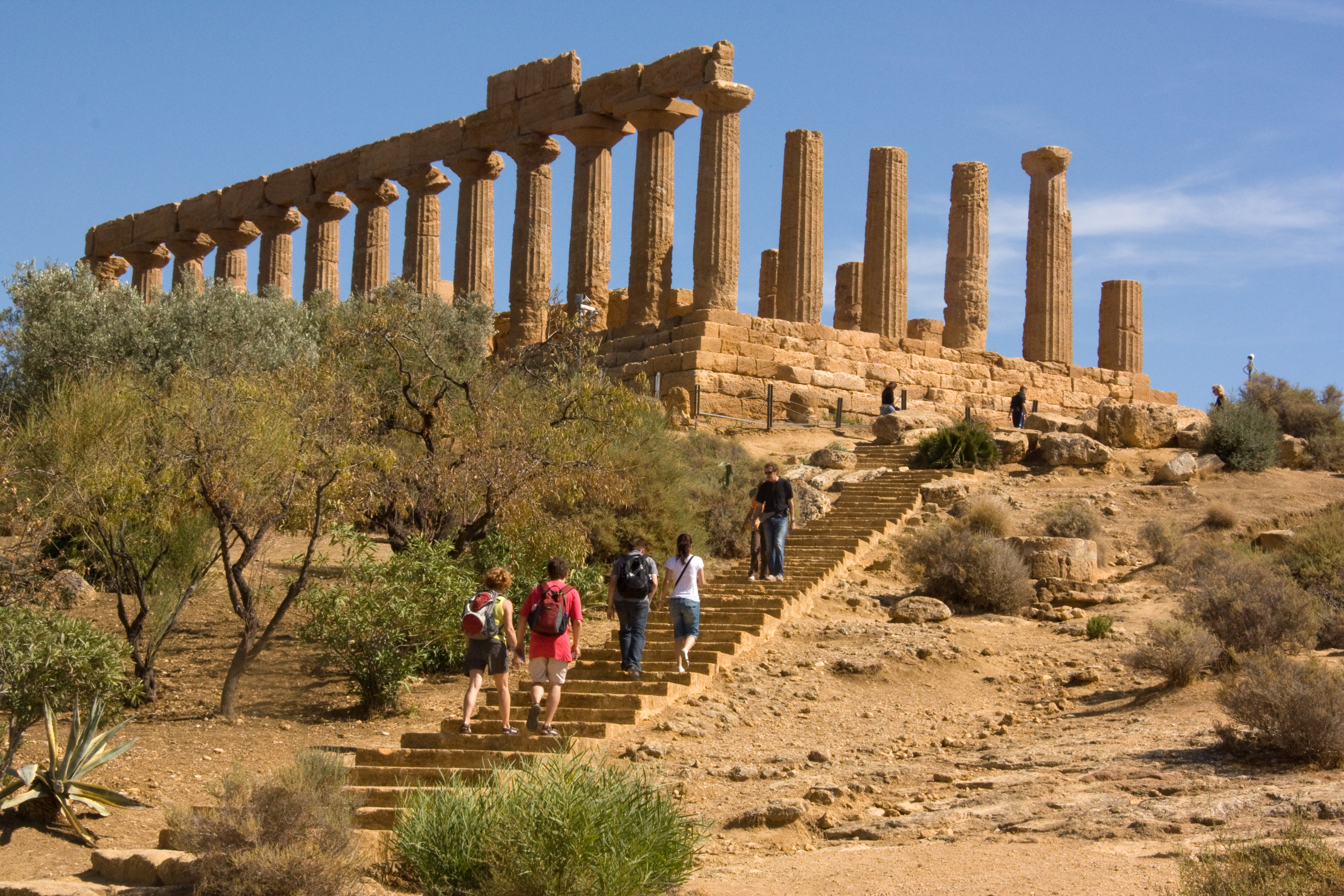
Le d'Akragas.

Au VIIIe siècle av. J.-C., les Grecs s'installent. Ils contraignent les Sicanes à abandonner les côtes et à rejoindre l'intérieur, laissant le champ libre à la colonisation grecque.
La polis Ἀκράγας (Akragas) est fondée en 581 par des colons de Gela originaires des îles de Rhodes et de Crète pour bloquer l'expansion à l'est de Σελινοῦς (Sélinonte). Le choix du site de l'antique Akragas est dû à la présence de champs cultivables et de hauteurs sur lesquelles ériger l'acropole, la Rupe Atenea (it), c'est-à-dire le point le plus haut de la ville. Entre le VIe siècle av. J.-C. et le début du Ve siècle av. J.-C., sous la tyrannie de Phalaris, on fortifie les murailles et on construit des temples doriques, et on mène une politique expansionniste vers l'intérieur des terres.
Devenue une grande puissance militaire, Akragas réussit à défaire plus d'une fois Carthage dans la guerre pour le contrôle du canal de Sicile. En 409 av. J.-C., les Carthaginois prennent possession de Héracléa Minoa sous le contrôle d'Akragas auparavant, et en 406 ils saccagent et incendient Akragas.
En 339 av. J.-C., Timoléon renverse les tyrans grecs et repousse les Carthaginois, lançant une nouvelle colonisation de la Sicile par la Grèce. Il fait reconstruire et repeupler Akragas.
En 282 av. J.-C., Phintias (it), tyran d'Akragas, détruit définitivement Gela et en déporte la population à Licata. On trouve des témoignages d'établissements grecs et pré-helléniques sur le mont Sant'Angelo qui surplombe la ville de Licata, qui laissent penser qu'il s'agit là de l'antique Gela.

### La période romaine
Les Romains pénètrent pour la première fois en Sicile en 264 av. J.-C., en déclarant la guerre à Carthage pour la possession de l'île et le contrôle commercial de la Méditerranée, ce qui constitue le début de la première guerre punique.
En 262 av. J.-C., les romains marchent sur Agrigente où les Carthaginois tiennent une garnison commandée par Hannibal Gisco. Hannibal et sa garnison se réfugient à l'intérieur des murs, et se préparent pour un long siège qui dure cinq mois. Les Carthaginois réussissent à demander des renforts, qui arrivent guidés par Annon. Cela débouche sur la bataille d'Agrigente, remportée par les Romains. Entre 256 et 255, Rome, qui a construit une grande flotte, tente de porter la guerre en Afrique pour envahir les colonies carthaginoises. Carthage cherche à contrer cette opération mais est vaincue à la Bataille du Cap Ecnome, au large des côtes de Licata.
En 210 av. J.-C., avec la deuxième guerre punique, Akragas passe sous le contrôle de Rome sous le nom latinisé Agrigentum.

### La domination arabo-normande

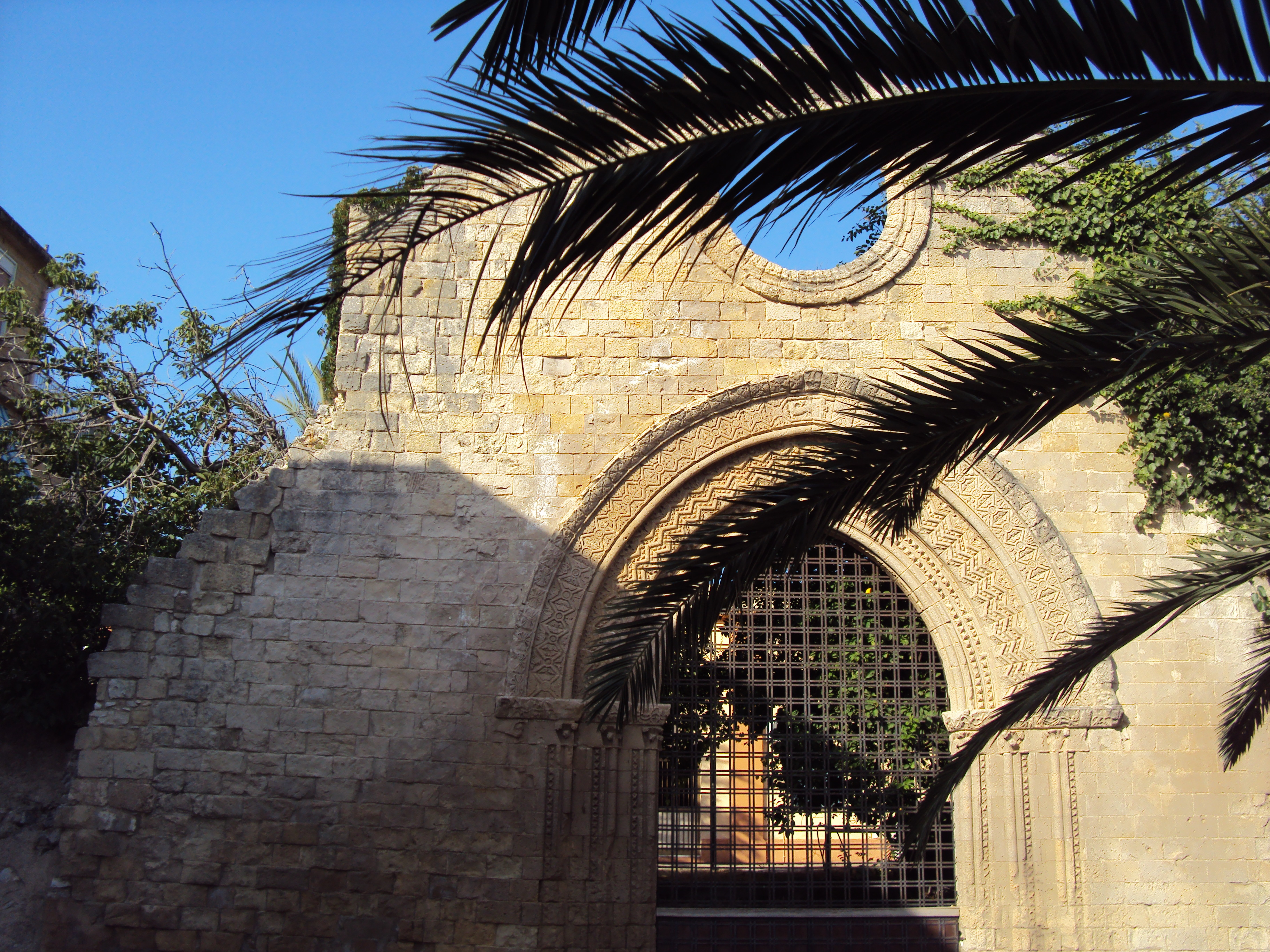
Architecture gothique du portail arabo-normand de la à Bivona.

La domination suivante est celle des Arabes, qui prennent la capitale en 828, lui donnant le nom de Girgenti. Ils sont à l'origine d'une nouvelle croissance démographique.
Le territoire actuel de la province est dans le Vallo di Mazara, un des trois wālī en arabe : والي en lesquels était divisée la Sicile pendant la domination arabe et jusqu'à leur abolition en 1812.
Les Normands arrivent en 1087, offrant une période de bien-être et de croissance économique. Licata prend le titre de ville royale appartenant à l'État.

### Le Moyen Âge

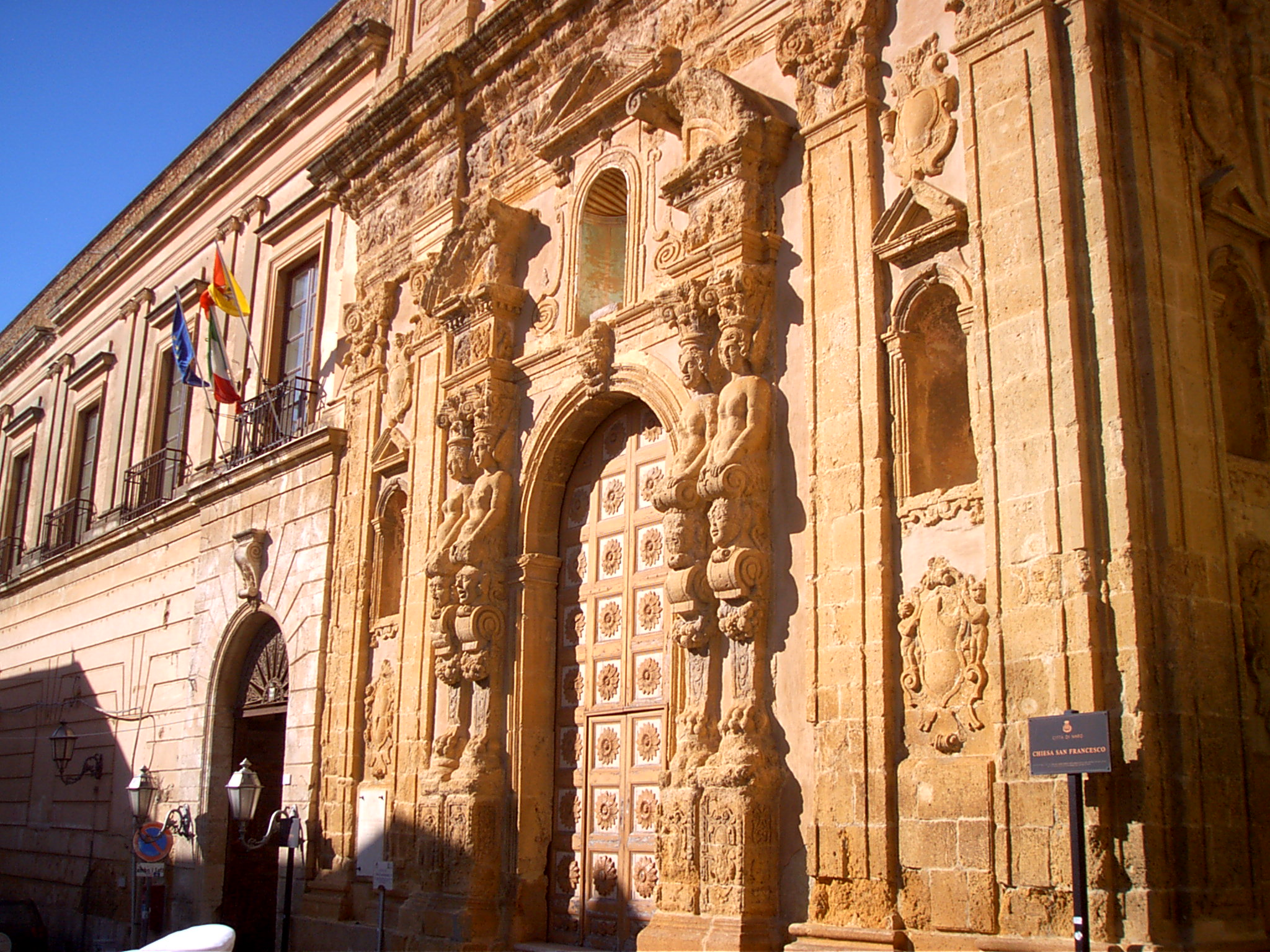
Église San Francesco à Naro.

### L'époque contemporaine
Bivona est la première ville sicilienne à être élevée au rang de duché (par Charles Quint) en 1554.
La ville d'Agrigente prend son aspect actuel entre la fin du XIXe siècle et le début du XXe siècle. La ville nouvelle s'étend aux pieds de la vieille acropole et du noyau historique grec.
En 1968, la partie occidentale de la province est frappée par un séisme qui provoque la destruction de plusieurs villes de la vallée du Belice, fait des centaines de morts et des milliers de blessés et de sans-abris.

## Nature

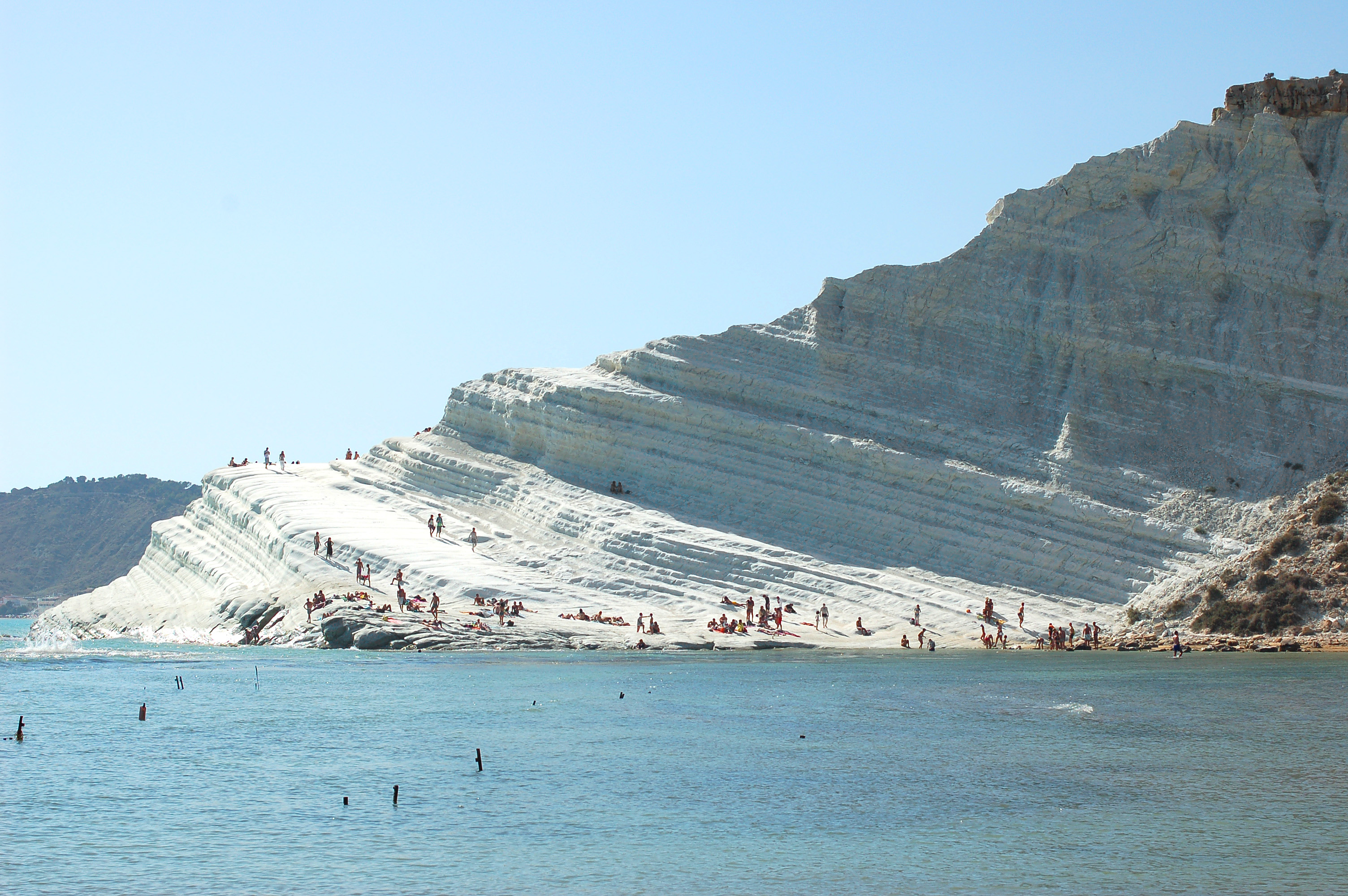
Realmonte, Scala dei Turchi.

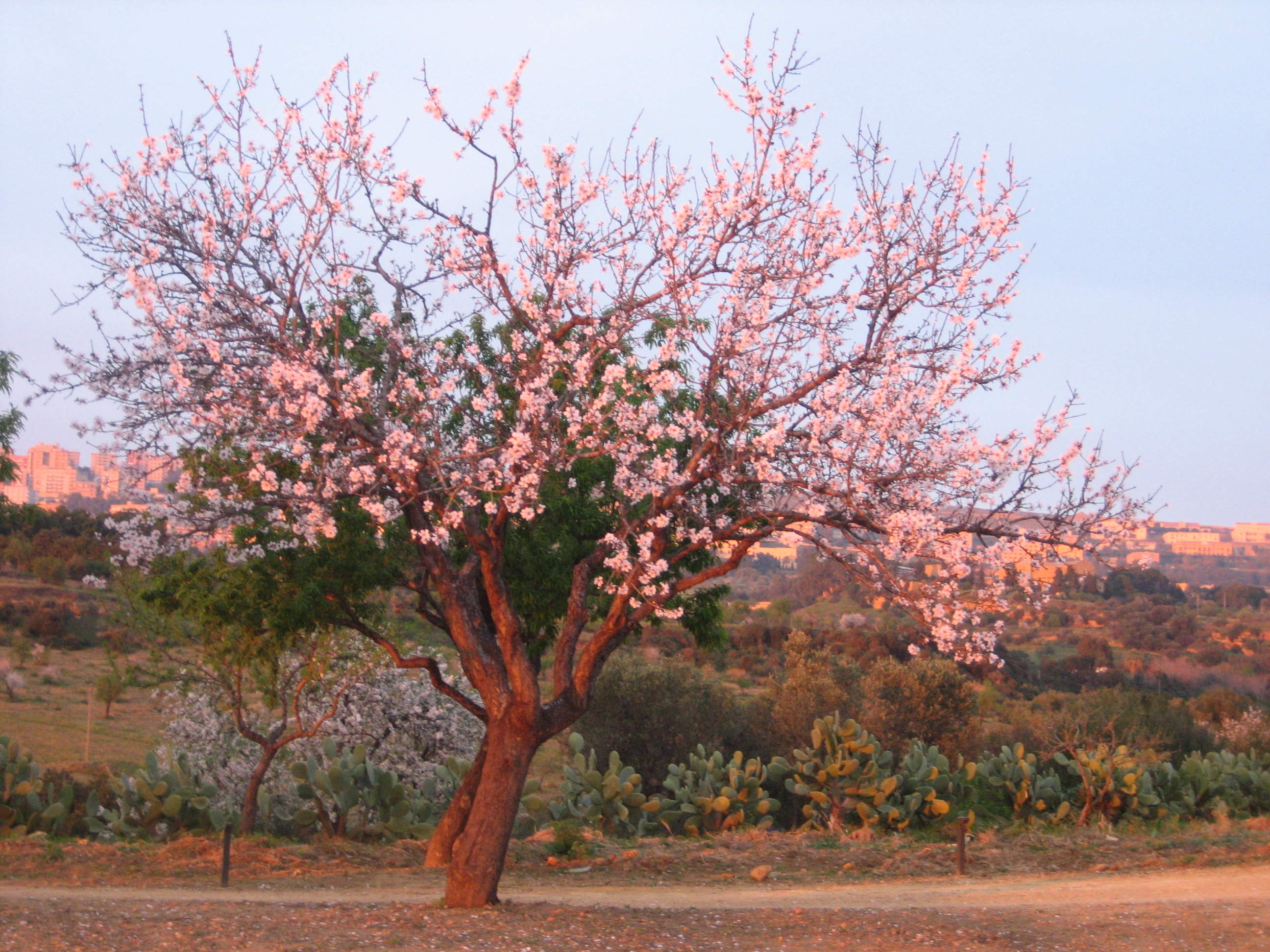
Un amandier de la vallée des Temples.

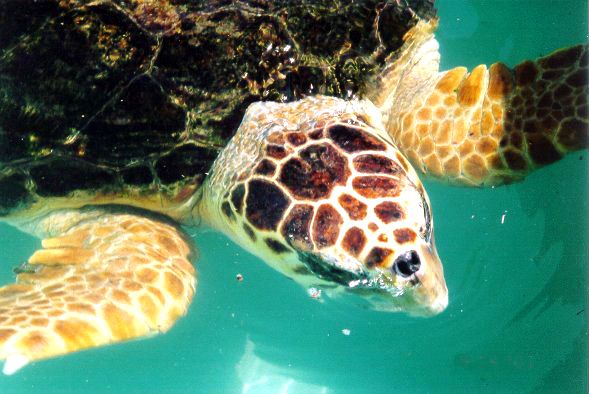
La tortue carette.

La province d'Agrigente contient une grande partie du parc des monts Sicanes (it), le cinquième parc régional de la Sicile.
Il y a également des réserves naturelles (area naturale protetta). La réserve naturelle de la Montagnola près de San Giovanni Gemini comporte une grotte où l'on peut admirer stalactites et stalagmites. La cime de la réserve de Monte Cammarata dans les monts Sicanes est couverte d'une végétation intéressante. L'embouchure du fleuve Belice, au milieu de vastes plages, est également digne d'intérêt.
On peut aussi noter les eaux maritimes autour de Lampedusa et de Linosa, leur intérieur désertique et leurs criques rocheuses. L'archipel est aussi célèbre pour la présence de tortues carette (Caretta caretta), qui viennent couver leurs œufs sur ces îles.
Les principales réserves naturelles de la province sont :
- Area marina protetta Isole Pelagie (it), avec la tortue carette
- Riserva naturale orientata Isola di Lampedusa (it)
- Réserve naturelle intégrale des Macalube d'Aragona (Riserva naturale integrale Macalube di Aragona), caractérisé par des volcans de boue
- Riserva naturale orientata Foce del fiume Platani (it), entre Eraclea Minoa et la plage de Borgo Bonsignore
- Riserva naturale Foce del Fiume Belice e dune limitrofe (it), proche de la province de Trapani
- Riserva naturale orientata Monti di Palazzo Adriano e Valle del Sosio (it), à cheval sur Bivona et Burgio dans la province d'Agrigente et Chiusa Sclafani et Palazzo Adriano dans la province de Palerme.
- Riserva naturale orientata Monte Genuardo e Santa Maria del Bosco (it), à cheval sur Sambuca di Sicilia dans la province d'Agrigente et Contessa Entellina et Giuliana, dans la province de Palerme.
- Riserva naturale orientata di Monte Cammarata (it), vers Cammarata, San Giovanni Gemini et Santo Stefano Quisquina

## Économie
Avec un revenu par tête de 15 548 € en 2010, la province d'Agrigente est une des plus pauvres d'Italie.
L'économie est essentiellement fondée sur l'agriculture et le tourisme. La viticulture donne des produits raffinés du vin, comme l'inzolia et le marsala, et de mousseux (spumante), toutes des productions particulières. Le trafic portuaire est discret, centré à Porto Empedocle, après avoir été autrefois florissant à cause du transport du soufre de la mine de Pasquasia (it) qui se trouve dans la province d'Enna et d'autres gisements mineurs.
De nos jours, la sécheresse et l'inégalité du réseau hydrologique rendent fréquents les pénuries d'eau.

### Agriculture

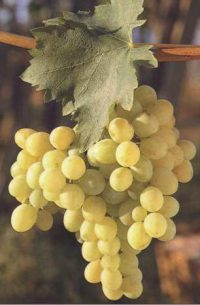
Raisins de table de Canicattì.

Même si elle ne se porte pas bien économiquement, l'agriculture de la province d'Agrigente est quand même une des plus actives de la Sicile. Elle souffre assez de la chaleur en été et est victime des pénuries d'eau. Les ressources en eau ne sont pas suffisantes pour irriguer de façon homogène les champs.

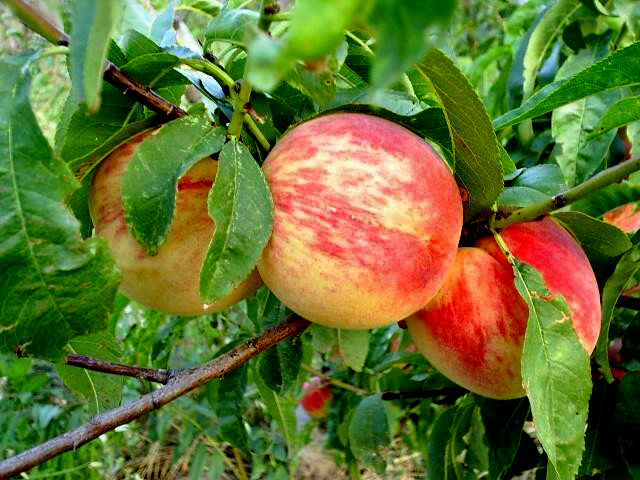
Pêche blanche de Bivona.

Parmi les produits en danger de disparition répertoriés par l'Arche du goût, il y a l'amande d'Agrigente, célébrée lors de la fête populaire de l'amandier en fleurs (it) et la pêche blanche de Bivona (it).

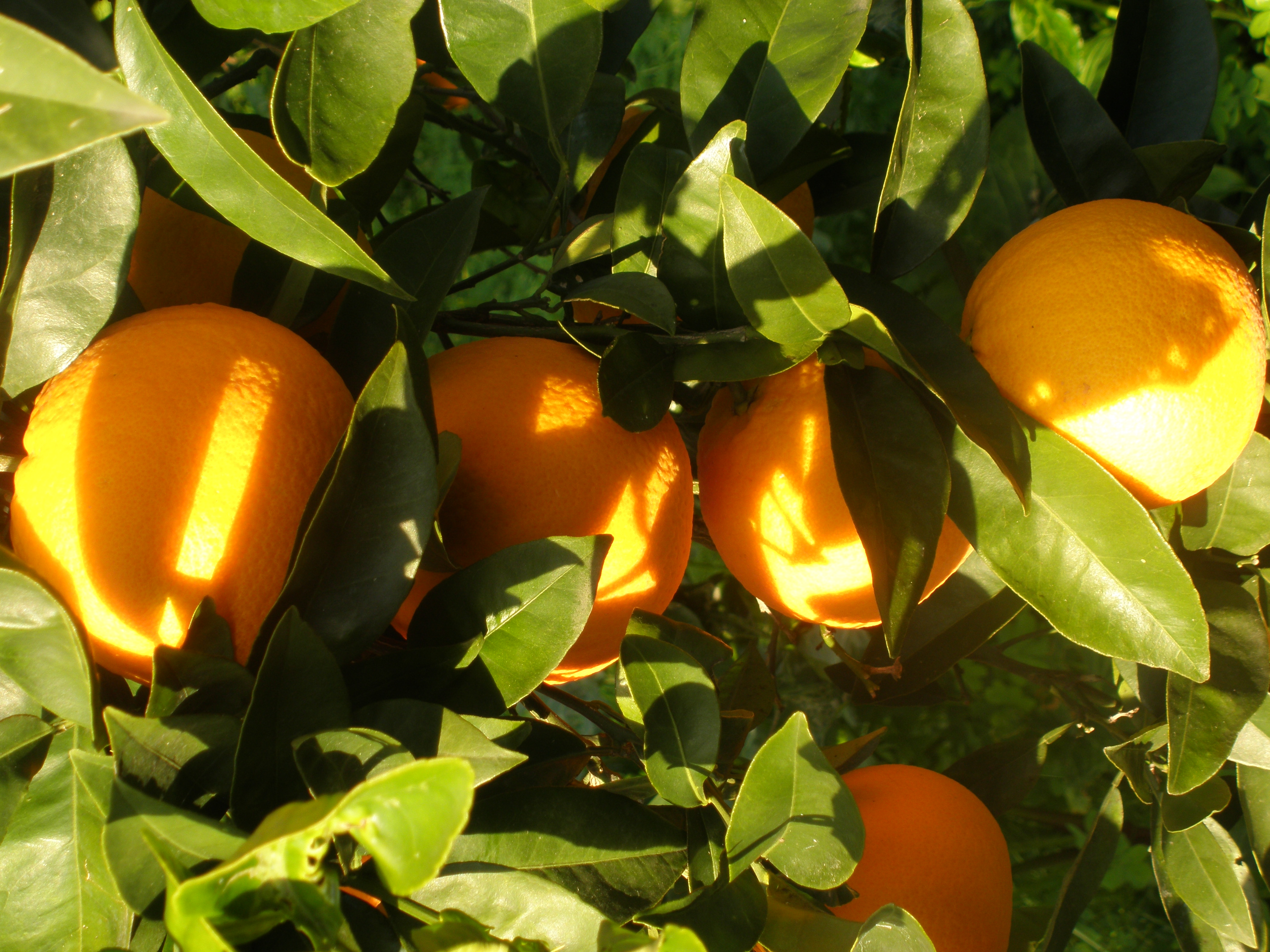
Orange de Ribera.

L'orange de Ribera (it) de variété Washington Navel est vendue sous l'appellation d'origine protégée « Riberella ».
En ce qui concerne la viticulture, les vins bénéficiant de l'appellation d'origine contrôlée sont nombreux, mais aucun n'est célèbre à l'échelle nationale ou internationale. On trouve des rouges, des blancs et des mousseux.
Dans la plaine de Licata, on cultive des primeurs et des produits sous serre qui partent vers les grands supermarchés du nord.
Des installations industrielles permettent de retravailler les produits destinés au marché national.

### Artisanat
La production de céramique s'est développée dans la ville de Sciacca. Avec Caltagirone (province de Catane), Sciacca est connue pour ses céramiques présentes également sur les façades des monuments urbains. Il s'agit d'un des centres de production de céramiques les plus importants d'Italie. On y produit des assiettes, des vases, des amphores, des statues, du carrelage et des objets d'art proposés dans de nombreux commerces du centre historique. D'anciens fours récemment découverts montrent que cette production remonte au moins au XIVe siècle. La céramique de Siacca a dominé toute la Sicile occidentale dans les siècles suivants et était exportée à l'extérieur.

### Énergie
Le secteur énergétique de la province se développe surtout en direction des « énergies propres » : grâce au climat ensoleillé et aux vents sur les collines, on a mis en place ces dernières années[Quand ?] plusieurs éoliennes et de nombreuses installations photovoltaïques. Néanmoins, la production d'énergie ne figure pas encore parmi les principales sources de revenus.
 (octobre 2016).
À terme, la province devrait disposer de parcs éoliens parmi les plus grands et les plus productifs d'Europe. À Porto Empedocle, les premiers panneaux d'une grande centrale solaire ont déjà été montés. Toujours dans les projets, une des plus grandes installations photovoltaïques d'Europe sera mise en place à Agrigente, avec une puissance de 40 MW et une capacité de production de 55 millions de kWh/an.

### Les débarquements à Lampedusa
La « porte de l'Europe » : c'est ainsi que l'on pourrait définir le petit lambeau de terre le plus au sud de l'Europe, Lampedusa. L'île, qui fait partie de la province d'Agrigente, peut être atteinte facilement depuis l'Afrique du fait de sa proximité. À partir des années 1990, de nombreuses personnes provenant de l'Afrique méditerranéenne, et en particulier de Tunisie, d'Algérie et du Maroc, ainsi que du reste du continent après avoir par exemple embarqué en Libye, traversent la mer pour rejoindre l'île italienne.
L'avancée de la désertification, ainsi que d'autres motifs, en grande partie sociaux, économiques et politiques, et en premier lieu la pauvreté, ont provoqué des vagues de migration successives de la population à la recherche du développement économique.
Le phénomène ne cesse de s'amplifier, donnant lieu comme en janvier 2009, à une révolte des clandestins, mais aussi des habitants de Lampedusa mêmes, qui ne veulent pas que leur île soit transformée en un énorme centre de rassemblement de clandestins. De nos jours, l'île est avec la ville espagnole de Ceuta, territoire enclavé au Maroc, et certaines îles grecques de mer Égée comme Lesbos, un des points de passage vers l'Europe qui voit passer le plus de migrants africains. 

## Culture

### Universités
Les études supérieures dans la province sont assurées par l'université de Palerme qui possède plusieurs annexes et cursus dans le centre-ville d'Agrigente, dont un important au centre hospitalier Saint-Jean qui est le principal établissement de santé dans la province.

### Musées

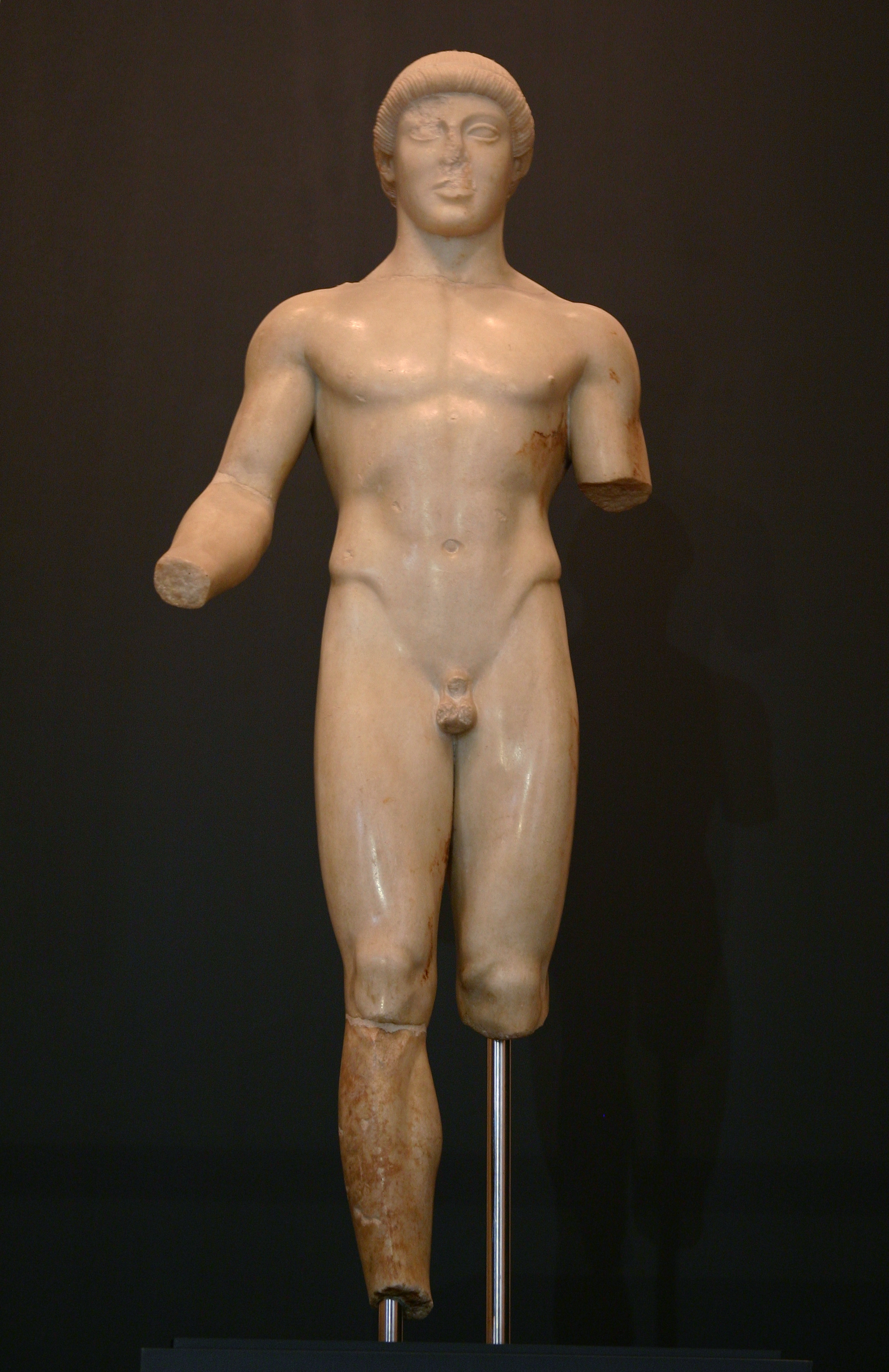
LEfebo (musée archéologique d'Agrigente).

| Communes                   | Musées                                                           |
| -------------------------- | ---------------------------------------------------------------- |
| Agrigente                  | Musée archéologique régional d'Agrigente                         |
| Agrigente                  | Musée diocésain                                                  |
| Agrigente                  | Musée Civique d'Agrigente                                        |
| Agrigente                  | Musée Civique de Santo Spirito                                   |
| Agrigente                  | Antiquarium Iconografico della collina dei Templi Casa Barbadoro |
| Bivona                     | Casa museo Carmelo Cammarata                                     |
| Burgio                     | Musée delle mummie                                               |
| Burgio                     | Musée della ceramica Muceb                                       |
| Casteltermini              | Antiquarium comunale Di Pisa e Guardì                            |
| Cattolica Eraclea          | Antiquarium d'Eraclea Minoa                                      |
| Cianciana                  | Museo civico                                                     |
| Licata                     | Musée archéologique della Badia                                  |
| Ribera                     | Musée ethno-antropologique de Ribera                             |
| Sambuca di Sicilia         | Musée ethno-antropologique de la Terre de Zabut                  |
| Santa Margherita di Belice | Musée del Gattopardo                                             |
| Santa Margherita di Belice | Musée della Memoria                                              |
| Sciacca                    | Antiquarium di Monte Kronio - Stufe di S. Calogero               |
| Sciacca                    | Casa-Museo "F. Scaglione"                                        |

### Religion
Le territoire religieux de la province correspond à celui de la diocèse d'Agrigente, c'est le plus grand diocèse catholique de la Sicile.

### Littérature
Domenico Alvise Galletto, née à Raffadali, est un poète dialectal, et auteur de chansons, pièces de théâtre, essais, poésie et livres de recherche sur les traditions populaires.
Il est le fondateur de la compagnie de théâtre Maschere Vive et interprète et metteur en scène de ses pièces.

### Médias

#### Presse écrite
Le Giornale di Sicilia et La Sicilia sont des éditions des journaux de presses écrites publiés dans la province d'Agrigente. L'Amico del Popolo est lui publié depuis 57 ans toutes les semaines, c'est une journal religieux édité par la diocèse de la province.

#### Radios
Parmi les radios locales, on peut citer :
- Radio Torre Ribera FM 101.3 (Ribera)
- Radio Santo Stefano FM 94.6 (Santo Stefano Quisquina)
- Radio In FM 97.5 et 88.3 (Favara)
- Radio Favara 101 FM 88.9 et 101 (Favara)
- Radio Fly Network FM 104.0 (Licata)
- Radio Azzurra FM 106.0 (Ravanusa)
- Radio Studio 5 FM 104.7 (Sciacca)
- Radio Sicilia Express FM 97.8 (Palma di Montechiaro)
- Radio Sirio FM 98.0 (Canicattì)

#### Télévision
Il y a de nombreuses chaînes de télévision locales :
- Tele Acras
- TRS98
- Sicilia TV
- RMK Tele Monte Kronio
- TRS Tele Radio Sciacca
- TVA Tele Video Agrigento
- Agrigento TV
- TV Alfa Licata
- Licata Nuova TV
- TV Europa
- TRC Tele Radio Canicattì

### Cuisine

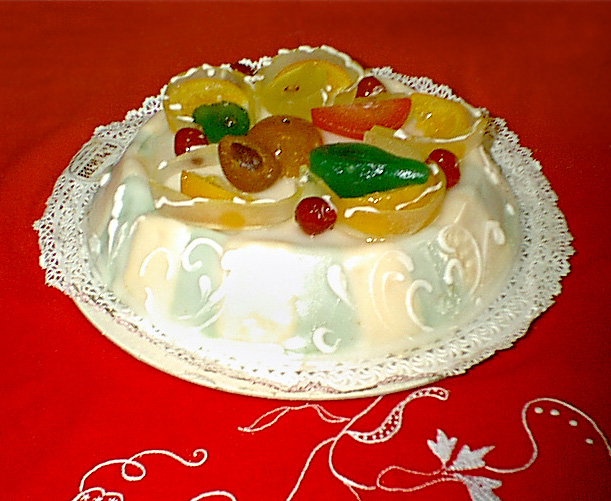
La cassata di Sicilia, un des produits gastronomiques les plus célèbres de la province.

La cuisine de la province d'Agrigente est composée des produits de l'environnement méditerranéen.
Les gâteaux sont surtout faits pendant le festival de la province. L'amande est le symbole principal des productions de la province, elle est souvent utilisée dans de nombreuses friandises pour son arôme délicat et intense, comme pour les Cucchiateddi, des bonbons préparés à Menfi, où ils sont mélangés avec des arômes de citron de l'île.
La cuisine de la province est aussi représenté par le poisson. L'Alose in camincia (Alose poché) est une recette typique du pays, nourrissante et délicate. La recette consiste à envelopper le poisson dans une pâte feuilletée, celui-ci s'accompagne de haricots, de pâtes ou de petits pois.

## Tourisme

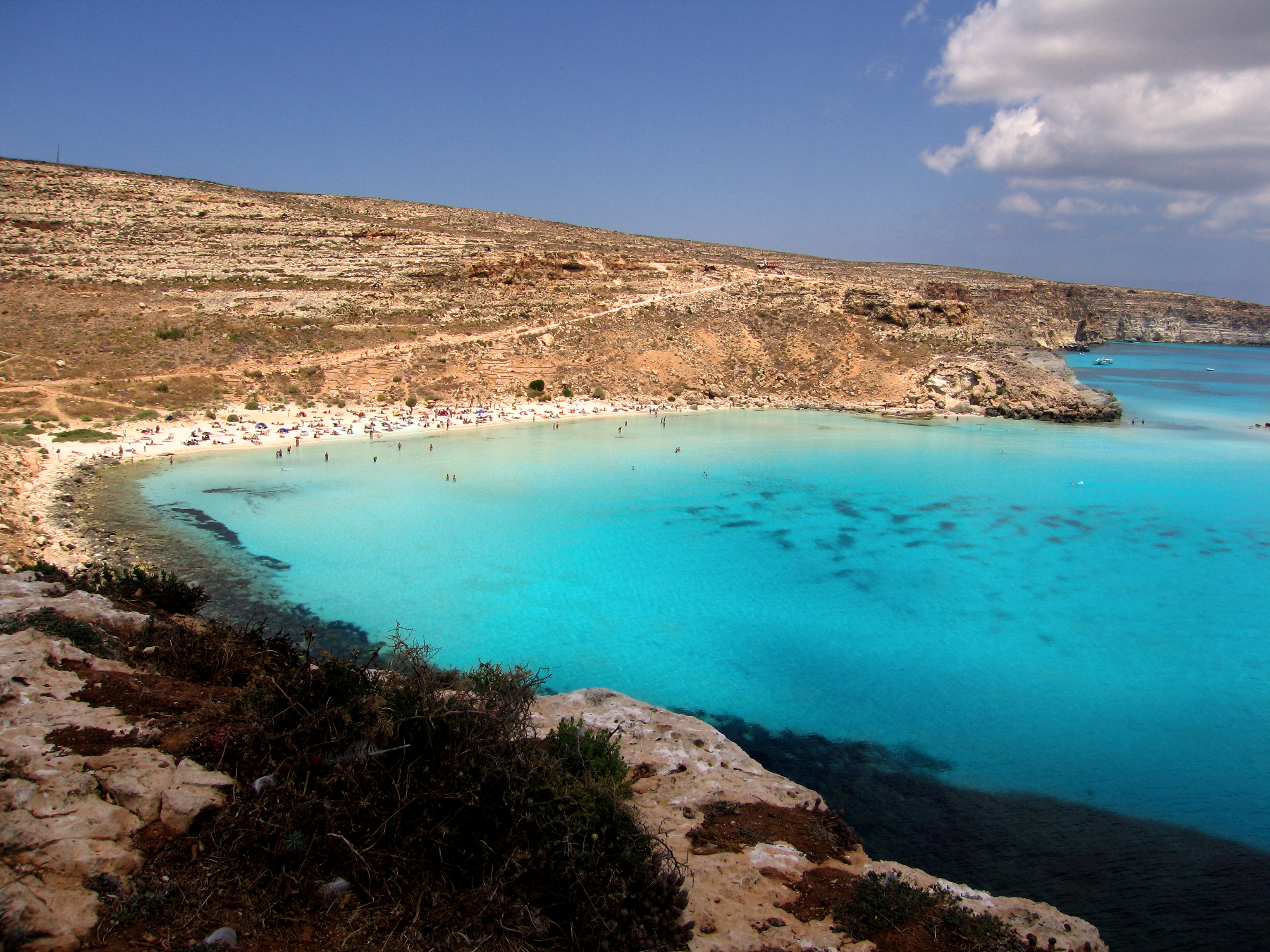
L' à Lampedusa.

### Sites archéologiques

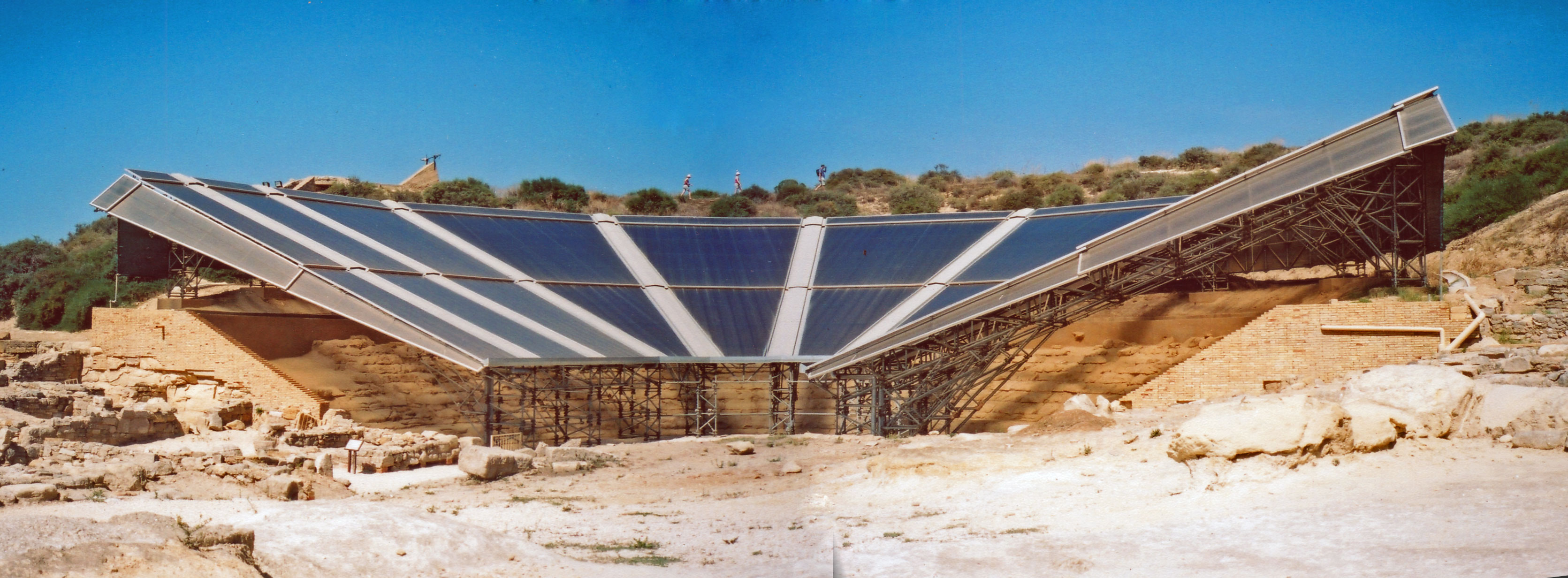
Le théâtre grec d'Eraclea Minoa.

| Commune                 | Sites archéologiques                          |
| ----------------------- | --------------------------------------------- |
| Agrigente               | Vallée des Temples                            |
| Agrigente               | Quartier hellénistique romain                 |
| Alessandria della Rocca | Necropoli sicana in contrada Grotticelli (it) |
| Bivona                  | Necropoli Millaga (it)                        |
| Cattolica Eraclea       | Héracléa Minoa                                |
| Palma di Montechiaro    | Monte Grande (it)                             |
| Realmonte               | Villa romana di Realmonte (it)                |
| Ribera                  | Necropoli Anguilla (it)                       |

### Châteaux

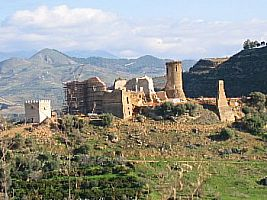
Le.

Au Moyen Âge, à l'intérieur des terres, de nombreuses forteresses, murailles, châteaux et constructions fortifiées ont été construits. La plus grande partie, du haut Moyen Âge, surtout entre 900 et 1000, est à présent presque totalement détruite, on n'en connaît l'existence que par les documents. Néanmoins, il reste de nombreux châteaux que l'on peut visiter, certains aplanis par le temps, d'autres encore bien tenus et imposants.
Le château de Palma di Montechiaro, réalisé en 1353 a joué un rôle important dans la lutte contre les pirates et les envahisseurs venus par la mer. De nos jours, il est bien conservé et reste imposant. C'est le seul des châteaux de la famille Chiaramonte édifié sur un roc donnant à pic sur la mer.
Le château de Bivona (it), est une forteresse du XIVe siècle. Il a été déclaré monument national.
Le château de Favara, construit vers 1270 et restauré récemment, est utilisé par la mairie et des expositions et des conférences.
Le Castel San Giacomo de Licata est une île fortifiée devant le port actuel. Pendant des siècles, il était le bastion protégeant la côte entière contre les attaques des Turcs, Français et autres Anglais qui voulaient attaquer Licata à l'époque de la domination espagnole-aragonaise. Il a été bombardé par les alliés pendant la seconde Guerre mondiale en 1943, puis restauré. De nos jours, c'est un musée.
Le château Naro trône au sommet de la colline sur laquelle s'est développée la ville. Il a été construit au XIVe siècle par la famille Chiaramonte. Il a été agrandi en 1330 sur ordre de Frédéric II de Sicile qui fit construire l'imposante tour carrée. Depuis 1912, il est monument national.

### Plages
Dans la province se trouve d'immenses plages de sable et de nombreuses criques sur ses côtes.

## Administration

### Commissaire extraordinaire
Le libre consortium est dirigé par un commissaire extraordinaire, nommé par le président de la région sicilienne.
- 31/01/2018-31/02/2021 : Girolamo Di Pisa[15]

L'administration du libre consortium siège à Agrigente (place Aldo-Moro).

### Communes
La province d'Agrigente compte 46 communes :
- Agrigente
- Alessandria della Rocca
- Aragona
- Bivona
- Burgio
- Calamonaci
- Caltabellotta
- Camastra
- Cammarata
- Campobello di Licata
- Canicattì
- Casteltermini
- Castrofilippo
- Cattolica Eraclea
- Cianciana
- Comitini
- Favara
- Grotte
- Joppolo Giancaxio
- Lampedusa e Linosa
- Licata
- Lucca Sicula
- Menfi
- Montallegro
- Montevago
- Naro
- Palma di Montechiaro
- Porto Empedocle
- Racalmuto
- Raffadali
- Ravanusa
- Realmonte
- Ribera
- Sambuca di Sicilia
- San Biagio Platani
- San Giovanni Gemini
- Santa Elisabetta
- Santa Margherita di Belice
- Sant'Angelo Muxaro
- Santo Stefano Quisquina
- Sciacca
- Siculiana
- Villafranca Sicula